# Телебашня Кольсерола
Телебашня Кольсерола (исп. Torre de Collserola) — телебашня, расположенная на холме Тибидабо в районе Саррия-Сан-Гервасио (Барселона, Каталония, Испания). Самое высокое сооружение города и 5-е по высоте сооружение страны, 41-я по высоте телебашня мира.

## Описание
Строительство телебашни было начато в июне 1990 года и её торжественное открытие состоялось 27 июня 1992 года — к началу Олимпийских игр-1992. Её высота составляет 288 метров, она разделена на 13 этажей, работают два лифта. На 10-м этаже (590 метров над уровнем моря) находится смотровая площадка, открытая для посетителей. Скорость лифтов — 1 м/сек, подъём от основания башни до смотровой площадки занимает две минуты. В ясную погоду с неё открывается вид на 70 километров вокруг. Площадка работает пять дней в неделю по шесть часов в день, стоимость посещения составляет 4,4 евро. Масса сооружения — 3000 тонн, площадь внутренних помещений — 5800 м². Архитектором сооружения выступил Норман Фостер. Телебашня не является «свободностоящей», она использует оттяжки.
Диаметр основания башни составляет 25 метров. Шпиль имеет высоту 152,4 метра, при этом его диаметр составляет всего 4,5 метра, затем телескопически уменьшается до отметок 3, 2,7, 0,7 и 0,3 метров.
- Платформенная часть телебашни крупным планом
- На обзорной площадке
- Вид с обзорной площадки на Барселону